# Hoàng Thị Minh Hồng
Hoàng Thị Minh Hồng là một nhà hoạt động môi trường người Việt Nam. Năm 2019, tạp chí Forbes đã bình chọn bà là một trong 50 phụ nữ có tầm ảnh hưởng nhất tại Việt Nam. Bà cũng là  người Việt Nam đầu tiên đặt chân lên Nam Cực vào năm 1997, và đã trở thành Đặc phái viên trẻ của UNESCO và nhận Bằng khen của Thủ tướng Chính phủ trong cùng năm đó. Bà cũng là người Việt đầu tiên giành được học bổng của Quỹ Obama tại Đại học Columbia năm 2018-2019. Nhà hoạt động môi trường Hoàng Thị Minh Hồng là Sáng lập kiêm Giám đốc tổ chức CHANGE Lưu trữ ngày 26 tháng 2 năm 2023 tại Wayback Machine, một tổ chức phi lợi nhuận địa phương năng động có sứ mệnh nâng cao nhận thức và truyền cảm hứng cho cộng đồng bảo vệ thiên nhiên môi trường, động vật hoang dã, chống biến đổi khí hậu, thúc đẩy phát triển bền vững. Cùng trong năm 2019, bà là 1 trong 5 người nhận giải thưởng Đại sứ Truyền cảm hứng Lưu trữ ngày 26 tháng 2 năm 2023 tại Wayback Machine tại lễ trao giải WeChoice Awards 2019; và giành danh hiệu Chiến binh Xanh của Năm tại lễ trao giải Elle Style Awards.  Năm 2015 bà được climateheroes.org đưa vào danh sách các Anh hùng Khí hậu (Climate Hero) nhân Hội nghị Liên Hợp Quốc về Biến đổi Khí hậu COP21. Vào năm 2018, trên tài khoản Twitter cá nhân của cựu Tổng thống Hoa Kỳ Barack Obama, ông đã viết rằng Hoàng Thi Minh Hồng (Hong Hoang) là một trong những người trẻ đã truyền cảm hứng cho ông trong năm.

## Bị kết án trốn thuế
Phó Phát ngôn viên Nguyễn Đức Thắng của Bộ Ngoại giao Việt Nam xác nhận ngày 1 tháng 6 năm 2023 bà Hoàng Thị Minh Hồng đã bị tạm giam với cáo buộc trốn thuế. “Tại Việt Nam, các cá nhân, hội, tổ chức nhân dân, tổ chức phi chính phủ được bảo đảm hoạt động bình thường theo đúng quy định, đồng thời tuân thủ và chịu trách nhiệm trước pháp luật về các hành động của mình. Như tại các quốc gia khác trên thế giới, những người vi phạm pháp luật sẽ phải xử lý theo đúng các quy định của pháp luật”, đại diện Bộ Ngoại giao nhấn mạnh. Bà Hồng là nhà hoạt động môi trường thứ 5 bị bắt tại Việt Nam, sau ông Phan Mai Lợi, ông Đặng Đình Bách, bà Ngụy Thị Khanh và ông Bạch Hùng Dương, với cáo buộc này. Trước đó, trong bối cảnh liên tiếp bốn nhà hoạt động môi trường khác bị bắt, hồi Tháng Mười, 2022, bà Hồng thông báo giải thể tổ chức Change sau 10 năm hoạt động.
Ông Ben Swanton, đồng Giám đốc Dự án 88 (Project88) hoạt động vì nhân quyền Việt Nam cho biết, ngay sau sự việc bốn nhà hoạt động môi trường bị bắt về tội trốn thuế hồi 2021-2022, bà Hồng đã xin ý kiến chỉ đạo chính thức từ Cục thuế TP.HCM về tình trạng thuế của tổ chức CHANGE. Trả lời của cục thuế, theo ông Swanton "là bằng chứng về tình trạng miễn thuế của CHANGE. Vì vậy, việc bây giờ công an buộc bà Hồng tội trốn thuế là hoàn toàn bất hợp pháp".

### Chỉ trích

#### Các quốc gia và tổ chức quốc tế
- Phát ngôn viên Bộ Ngoại giao Hoa Kỳ Matthew Miller cho biết trong một tuyên bố hôm 2/6, “Hoa Kỳ quan ngại về việc giam giữ lãnh đạo và nhân viên của tổ chức CHANGE, bao gồm cả việc giam giữ liên tục người sáng lập CHANGE Hoàng Thị Minh Hồng”.[6]
- Cơ quan đặc trách nhân quyền của Liên Hiệp Quốc nhắc lại bà Hồng là nhà hoạt động môi trường thứ 5 bị bắt về tội trốn thuế ở Việt Nam trong vòng 2 năm qua. Cả Hoa Kỳ và Liên Hiệp Quốc đều cho rằng các vụ bắt giữ nói trên nằm trong khuôn khổ một xu hướng rộng hơn của chính quyền Việt Nam trấn áp quyền tự do phát biểu.[7]
- Chính phủ Đức ngày 7/6 bày tỏ quan ngại về vụ bắt giữ một nhà vận động môi trường nổi tiếng ở Việt Nam, đồng thời cảnh báo rằng một thỏa thuận trị giá nhiều tỷ đô la gần đây để giúp Việt Nam loại bỏ than đá cần có sự tham gia của các nhà hoạt động xã hội dân sự.[8]
- Bộ Ngoại giao Anh ngày 14/6 ra thông cáo: “Vương quốc Anh kêu gọi chính quyền Việt Nam tôn trọng tất cả các quyền con người, bao gồm quyền tự do ngôn luận và lập hội. Chúng tôi nhận thấy tầm quan trọng của các tổ chức xã hội dân sự như CHANGE trong việc đảm bảo sự phát triển bền vững và toàn diện cho tất cả mọi người”.[9]

#### Các tổ chức nhân quyền
- Ông Phil Robertson, phó giám đốc Ban Á Châu của Tổ chức Theo dõi Nhân quyền (HRW), cho biết: “Việc nhà cầm quyền Việt Nam sử dụng có chọn lọc điều luật về thuế mơ hồ để nhắm vào các nhà hoạt động môi trường và truy tố họ với động cơ chính trị là diễn biến cực kỳ đáng lo ngại.”[5]
- Trong thông cáo báo chí phát đi chiều 2/6, Cao ủy Nhân quyền Liên Hiệp Quốc (OHCHR) nói tổ chức này 'vô cùng quan ngại trước việc nhà hoạt động môi trường nổi tiếng Hoàng Thị Minh Hồng bị bắt giữ." OHCHR bày tỏ lo ngại trước xu hướng bắt giữ các nhà hoạt động môi trường và quy họ vào tội 'trốn thuế' của chính phủ Việt Nam, đồng thời kêu gọi Hà Nội xem xét lại các luật liên quan để đảm bảo chúng hoàn toàn tuân thủ tiêu chuẩn quốc tế.[4]
- Ông Ben Swanton, đồng Giám đốc Dự án 88 (Project88) hoạt động vì nhân quyền Việt Nam cho rằng các quốc gia đang tài trợ cho quá trình chuyển đổi năng lượng của Việt Nam (Liên minh Châu Âu, Vương quốc Liên hiệp Anh và Bắc Ireland, Hoa Kỳ, Nhật Bản, Cộng hòa Liên bang Đức, Cộng hòa Pháp, Cộng hòa Ý, Canada, Vương quốc Đan Mạch và Vương quốc Na Uy) nên đưa ra các tuyên bố công khai ngay lập tức yêu cầu trả tự do cho bà Hồng.[4]
- Ngày 20/6/2023, sáu mươi lăm tổ chức nhân quyền và môi trường đã công bố một bức thư ngỏ gửi tới cựu Tổng thống Hoa Kỳ Barack Obama, yêu cầu ông công khai kêu gọi chính phủ Việt Nam trả tự do vô điều kiện cho nhà hoạt động khí hậu và học giả của Quỹ Obama, Hoàng Thị Minh Hồng. Họ cho là vụ bắt giữ bà Hồng là một trong một loạt các vụ truy tố có động cơ chính trị, sử dụng các cáo buộc sai trái về trốn thuế để hình sự hóa các hoạt động bảo vệ khí hậu.[10]